# Жорес Алфьоров
Жорес Иванович Алфьоров (на руски: Жорѐс Ива̀нович Алфëров) е руски физик от беларуски произход, работил в областта на полупроводниците, академик на РАН от 1979 г. През 2000 г. получава Нобелова награда за физика, заедно с Джак Килби и Херберт Крьомер.

## Биография
Роден е на 15 март 1930 г. във Витебск, Беларус. По време на Великата Отечествена война семейството му се премества в Туринск (област Свердловск), където баща му работи като директор във фабрика за производство на целулоза и хартия. След края на войната се завръщат в Беларус и се установяват в Минск.
Алфьоров завършва с отличие гимназия и по съвет на учителя си по физика учи няколко семестъра в Националния технически университет на Минск. По-късно заминава за Ленинград, където е приет без изпит да учи във Факултета по електронна техника на Ленинградския електротехнически институт. Завършва образованието си през 1952 и от 1953 работи във Физико-техническия институт, където е младши научен сътрудник в лабораторията на Владимир Тучкевич и участва в разработването на първите местни транзистори. През 1970 става доктор на физическите и математическите науки, а през 1972 – професор. Година по-късно става ръководител на Катедрата по оптоелектроника В Ленинградския електротехнически институт. От 1987 до 2003 е директор на Института „Йофе“.

## Научна дейност
В историята на нова Русия той е първият Нобелов лауреат в областта на науката. Алфьоров получава наградата си през 2000 г. „за получаване на полупроводникови структури, които могат да бъдат използвани за свръхбързи компютри“. Във всички мобилни телефони има т. нар. „хетероструктурни полупроводници“, създадени от руския физик. Неговите изобретения (около 50) и многобройните му открития се използват във фаровете на колите, в светофарите и в друга електронна техника.
Научната си дейност, донесла му много международни награди, Жорес Алфьоров съчетава с обществена работа. Той е депутат в руския парламент, където за последен път е избран от листата на Компартията, а също и вицепрезидент на Руската академия на науките.